# Грдзелидзе, Айша Хасановна
Айша Хасановна Грдзелидзе (1927 года, село Квемо-Квирике, АССР Аджаристан, ССР Грузия) — звеньевая колхоза имени газеты «Комунисти» Кобулетского района Аджарской АССР, Грузинская ССР. Герой Социалистического Труда (1949).

## Биография
Родилась в 1929 году в крестьянской семье в селе Квемо-Квирике Кобулетского района (сегодня — Кобулетский муниципалитет). Окончила местную сельскую школу. С 1941 года трудилась сборщицей на чайной плантации колхоза имени газеты «Комунисти» Кобулетского района. В послевоенное время возглавляла комсомольско-молодёжное звено.
В 1948 году звено под её руководством собрало 8072 килограмм сортового зелёного чайного листа с площади 0,5 гектара. Указом Президиума Верховного Совета СССР от 29 августа 1949 года удостоена звания Героя Социалистического Труда за «получение высоких урожаев сортового зелёного чайного листа и цитрусовых плодов в 1949 году» с вручением ордена Ленина и золотой медали «Серп и Молот» (№ 4632).
Этим же Указом званием Героя Социалистического Труда были награждены труженицы колхоза имени газеты «Комунисти» колхозницы Сабрие Алиевна Верулидзе, Хемида Хушутовна Верулидзе, Мерико Мамудовна Джинджарадзе и Раика Мухамедовна Шавишвили.
Проживала в родной деревне Квемо-Квирике Кобулетского района.